# Mercedes-Benz W116
Mercedes-Benz W116 er en serie af luksusbiler (sedan), der blev produceret fra september 1972 og frem til 1980. Modellen W116 var den første Mercedes-Benz model, der officielt blev benævnt S-klasse; der havde dog været tidligere sedan-modeller, der uofficielt havde fået betegnelsen 'S' for Sonderklasse (tysk for 'specialklasse'). W116 blev i 1974 kåret til Årets bil i Europa.

## Historie
Udviklingen af model W116 begyndte i 1966, kun et år efter introduktionen af W108/09. W116 havde et nyskabende design, hvis grundlæggende kendetegn blev anvendt af Mercedes helt frem til 1993, da produktionen af 190 ophørte. Designet, der blev færdigudviklet i december 1969, var et dramatisk skridt fremad med moderne og mere maskuline linjer,der kombinerede elegant og sportsligt image. Det grundliggende designkoncept videreførte temaerne, der tidligere var blevet introduceret med Mercedes R107 SL-klasse roadster, særlig for- og baglygterne. Ansvarlig for udviklingen af W116 var Friedrich Geiger, der havde udviklet det første Mercedes-design i 1933 med Mercedes-Benz 500K.
W116 blev præsenteret for offentligheden i september 1972. Varianterne omfattede oprindeligt to udgaver med Mercedes-Benz M110-motor (række-6 med 2746 cc — 280S (med Solex karburator) og 280SE (med Bosch D-Jetronic indsprøjtning) og 350SE med Mercedes-Benz M116-motor (V8 med 3499 cc). Efter oliekrisen i 1973 blev fremstillet en 280SEL med forlænget akselafstand.
Til det amerikanske marked, hvor modellen var populær, blev udviklet en 4,5-liter M117 V8-motor for at opfylde de amerikanske udledningskrav. Motoren blev anvendt i 350SL og 350SLC, der kort efter blev omdøbt til 450SL og 450SLC, og i 450SE and 450SEL, der blev solgt i både Europa og i USA. Varianterne med 4,5 liter motor blev alene fremstillet med automatgear. 4,5 liter motoren ydede med 222 hk i de europæiske modeller (men blot 197 hk i Sverige) og 187 hk i Nordamerika.
Alle udgaver af W116 havde skivebremser på alle fire hjul og var den første serieproducerede bil med ABS-bremsesystem. ABS-bremser var dog ikke standard, men en option. 
Topmodellen 450SEL 6.9 blev introduceret i 1975. Modellen havde en 6,8 liter V8-motor, den største i en Mercedes (og en europæisk bil) siden anden verdenskrig.
På det japanske og nordamerikanske marked blev i 1978 introduceret 300SD, der var verdens første passagerbil med turbodiesel. 300SD blev først introduceret i Europa i 1991 med den nye W140 300SD.
450SE blev som den første (og pr. 2025 foreløbige eneste) Mercedes kåret til Årets Bil i Europa.
Der blev i alt produceret 473.035 biler af W116-modellen, inden den blev afløst af W126 S-klassen i 1979.

## Galleri
- Mercedes-Benz 280SE (W116)
- Amerikansk udgave af W116
- 450SEL 6.9 i amaerikansk udgave
- Australsk udgave af W116
- Interiør i en Mercedes-Benz 350SE (W116) fra 1975
- M110 Motor, 2,8 liter række-6